# Лайонс-Світч (Оклахома)
Лайонс-Світч (англ. Lyons Switch) — переписна місцевість (CDP) в США, в окрузі Адер штату Оклахома. Населення — 518 осіб (2020).

## Географія
Лайонс-Світч розташований за координатами 35°47′20″ пн. ш. 94°41′7″ зх. д. / 35.78889° пн. ш. 94.68528° зх. д. (35.788983, -94.685328).  За даними Бюро перепису населення США в 2010 році переписна місцевість мала площу 22,43 км², з яких 21,58 км² — суходіл та 0,85 км² — водойми.

## Демографія
Згідно з переписом 2010 року, у переписній місцевості мешкало 288 осіб у 115 домогосподарствах у складі 88 родин. Густота населення становила 13 особи/км².  Було 126 помешкань (6/км²).
Расовий склад населення:
| - 42,7 % — білих - 38,9 % — корінних американців - 7,3 % — осіб інших рас |

До двох чи більше рас належало 11,1 %. Частка іспаномовних становила 8,7 % від усіх жителів.
За віковим діапазоном населення розподілялося таким чином: 22,9 % — особи молодші 18 років, 58,7 % — особи у віці 18—64 років, 18,4 % — особи у віці 65 років та старші. Медіана віку мешканця становила 46,0 року. На 100 осіб жіночої статі у переписній місцевості припадало 104,3 чоловіків;  на 100 жінок у віці від 18 років та старших — 113,5 чоловіків також старших 18 років.
Середній дохід на одне домашнє господарство  становив 50 597 доларів США (медіана — 55 250), а середній дохід на одну сім'ю — 55 704 долари (медіана — 56 667). Медіана доходів становила 44 167 доларів для чоловіків та 28 750 доларів для жінок. За межею бідності перебувало 17,7 % осіб, у тому числі 25,7 % дітей у віці до 18 років та 3,8 % осіб у віці 65 років та старших.
Цивільне працевлаштоване населення становило 142 особи. Основні галузі зайнятості: освіта, охорона здоров'я та соціальна допомога — 31,0 %, будівництво — 18,3 %, публічна адміністрація — 16,2 %.